# Jan de Baen

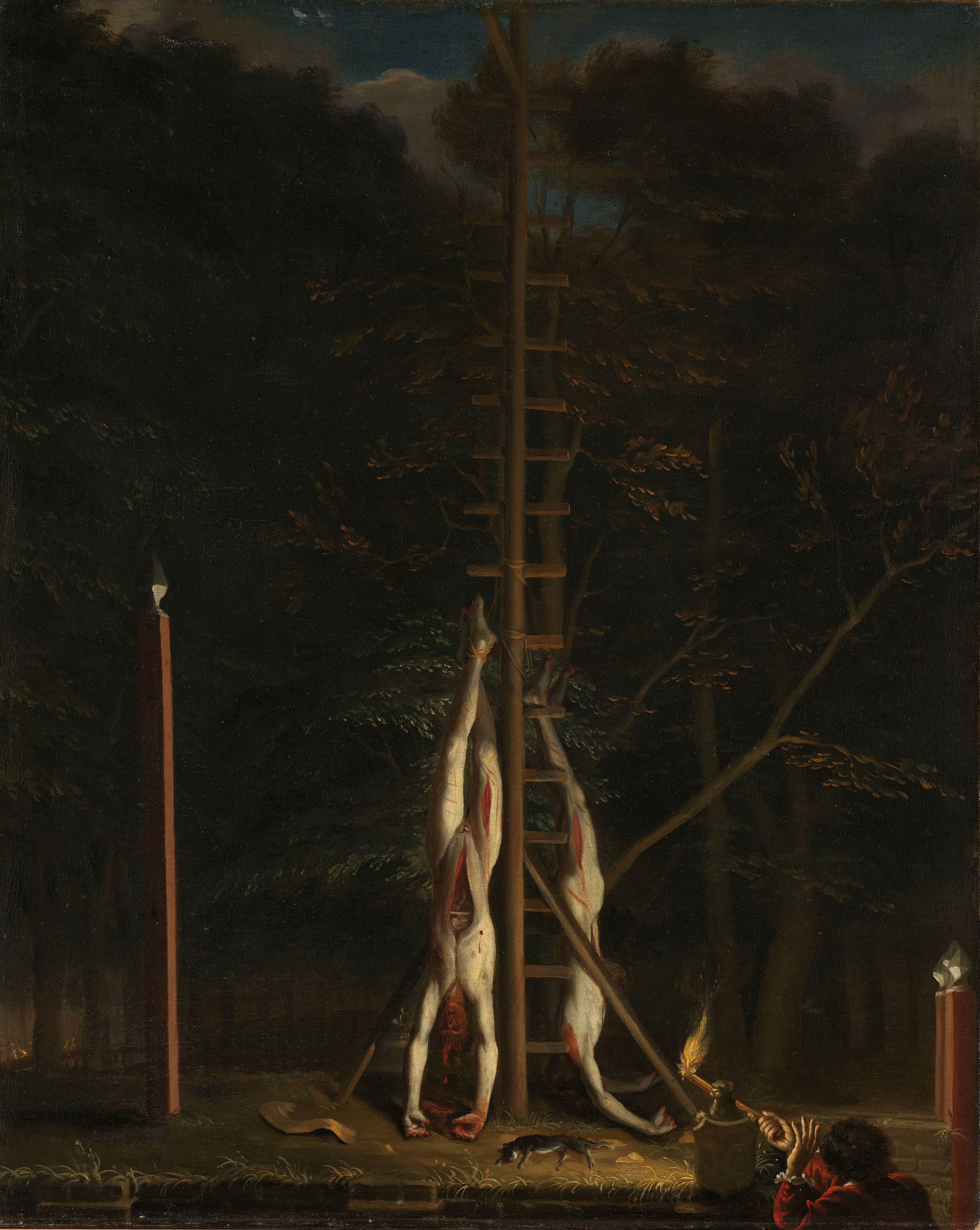
De lijken van de gebroeders Johan en Cornelis de Witt door Jan de Baen, 20 augustus 1672, ca. 1672-1675

Jan de Baen (Haarlem, 20 februari 1633 - Den Haag, 8 maart 1702) was een Nederlands schilder.

## Werk
De barokschilder Jan de Baen was een leerling van Jacob Adriaensz Backer. De Baen werkte samen met Bartholomeus Appelman, die de (landschaps)achtergronden voor zijn portretten maakte. De Baen was leraar van zijn zoon Jacobus de Baen en van Johann Friedrich Bodecker, Denys Godijn, Hendrik van Limborch, Nicolaes (II) van Ravesteyn, Petro van Rijs, Jan van Sweel en Johannes Vollevens (I). De Baen heeft tijdens zijn schildersloopbaan tal van portretten van hoogwaardigheidsbekleders vervaardigd, onder meer van de regentenfamilie De Witt uit Dordrecht. Deze portretten bevinden zich in de collectie van het Dordrechts Museum.
Een van zijn werken is het hiernaast afgebeelde De lijken van de Gebroeders De Witt, nadat zij in Den Haag op het Groene Zoodje waren vermoord op aansturen van Cornelis Tromp. Dit schilderij behoort (met nog zo'n dertiental andere schilderijen van Baen) tot de collectie van Rijksmuseum Amsterdam.
Een van zijn werken 'Zelfportret met echtgenote Maria de Kinderen' blijft een vraagstuk. Het schilderij dat in Museum Bredius hangt toont het echtpaar met een klein lijstje in de hand. Hier zien wij vermoedelijk hun (overleden) dochter. Onbekend is waarom zij zo geportretteerd zou zijn. Op de schouder van Jan de Baen rust een hoofd van een gedaante. Het hoofd is lastig waarneembaar en heeft de indruk van een geest.

## Galerij

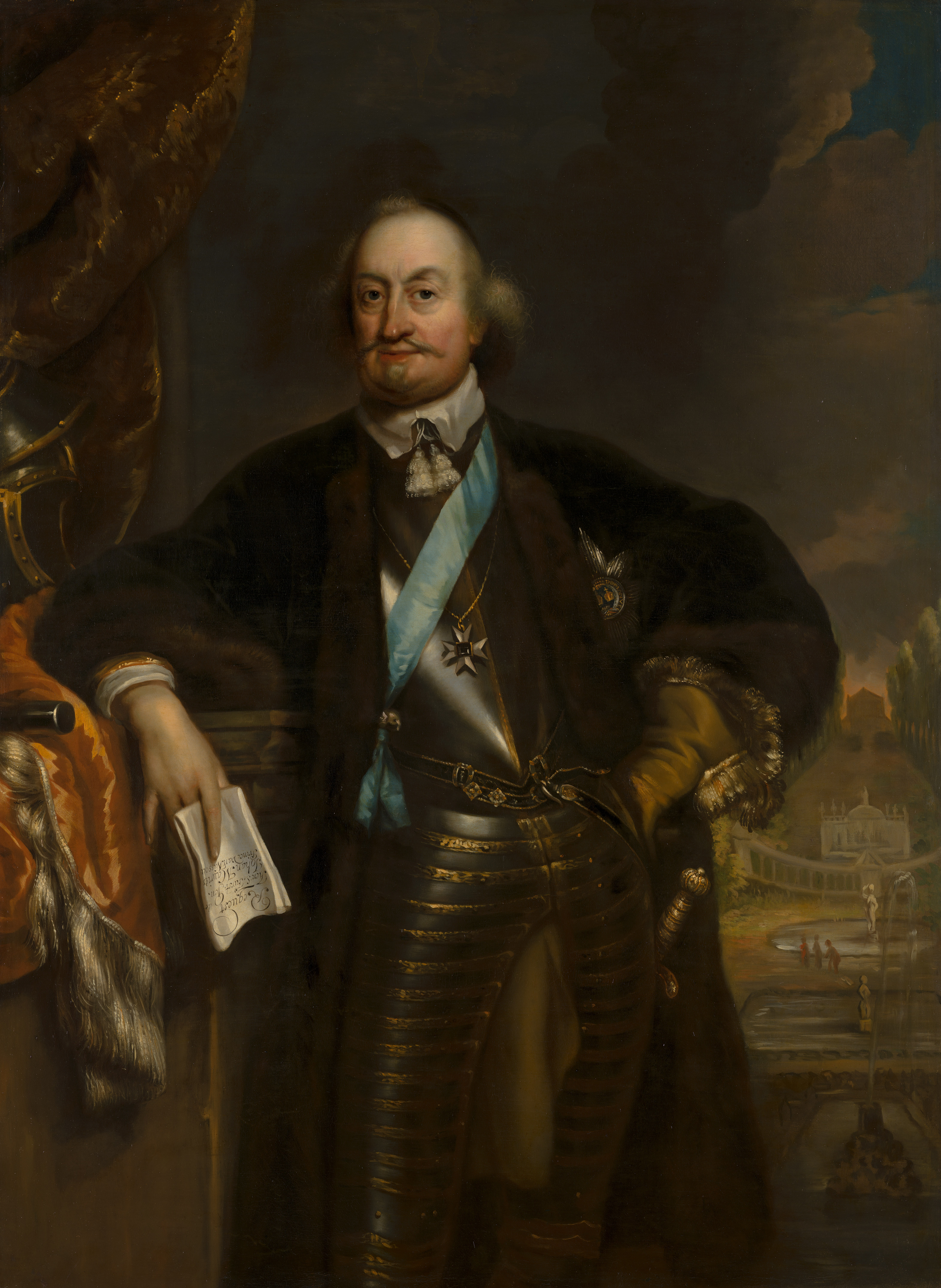
Portret van Johan Maurits (1604-1679), Graaf  van Nassau-Siegen, bouwheer van het Mauritshuis, ca. 1668-1670
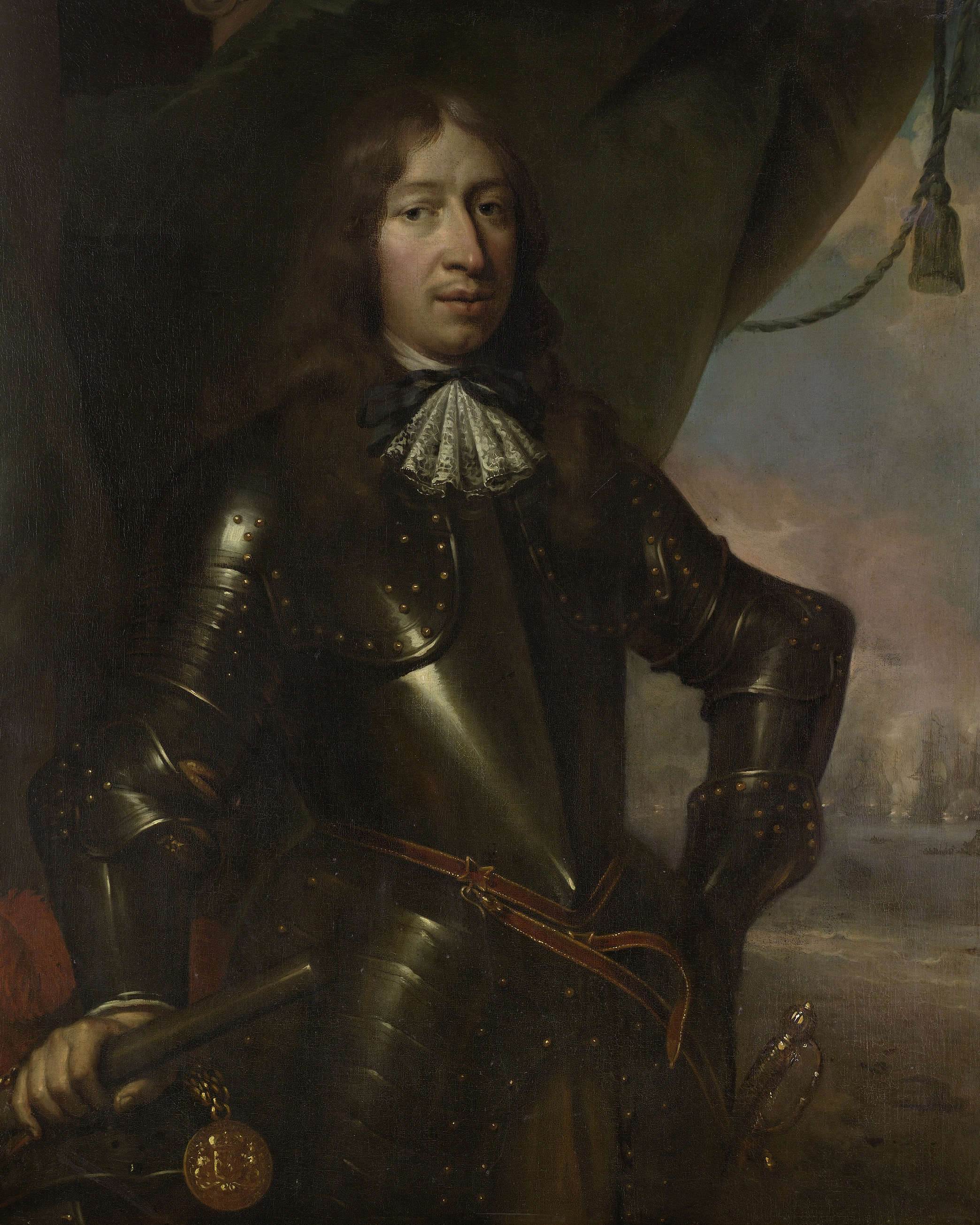
Portret van Willem Joseph Baron van Ghent (1626-72), Luitenant-admiraal, de hand rust op een medaille geschonken na de tocht naar Chatham in 1667, tussen 1667-1702, Rijksmuseum Amsterdam
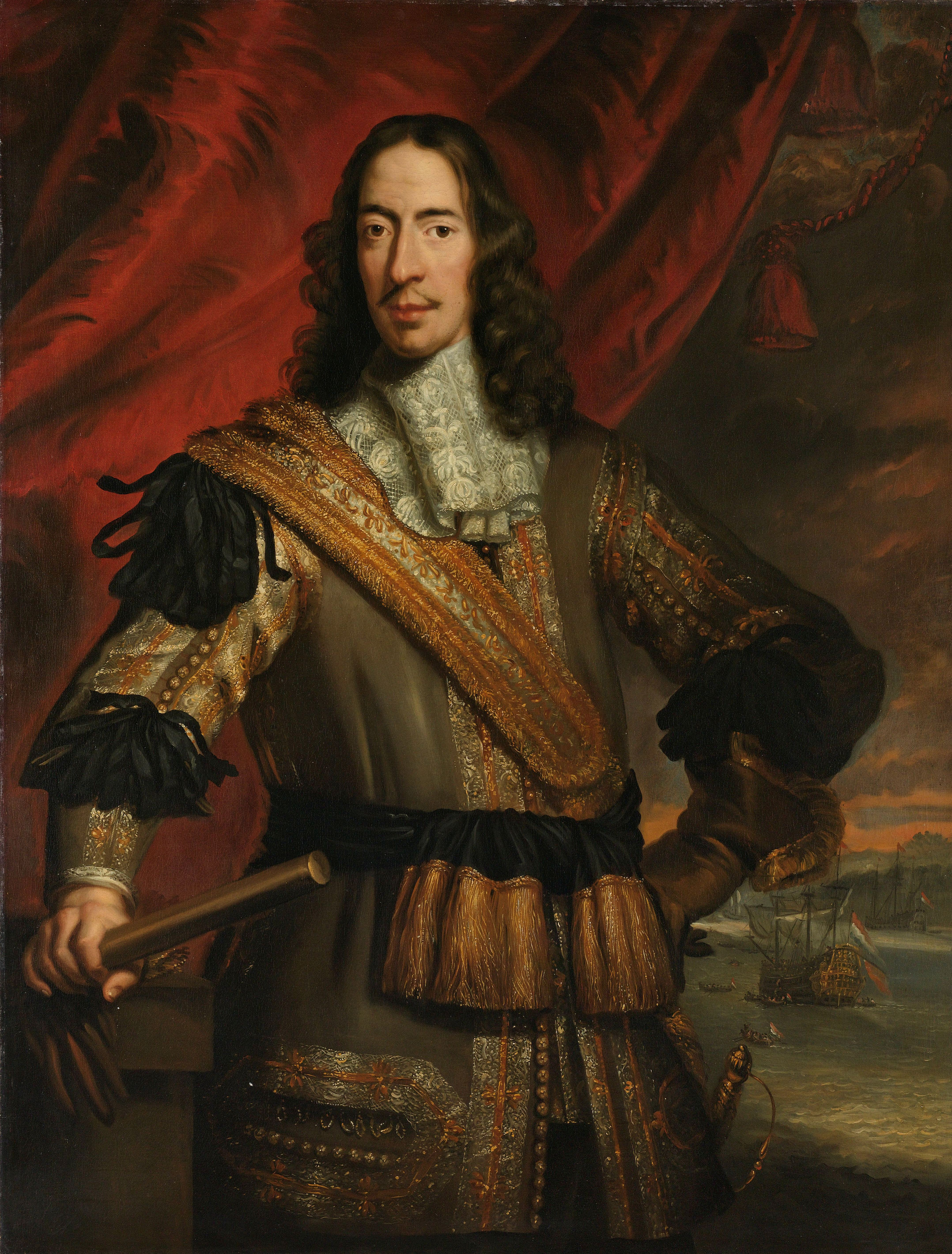
Portret van Cornelis de Witt, ca. 1669

## Wetenswaardig
Eind januari 2017 ontstond er ophef toen men op een flatgebouw in de Brusselse Brigitinnenstraat  een muurschildering ontdekte die verwantschap vertoont met Jan de Baens schilderij De lijken van de Gebroeders De Witt. De muurschildering stelt een bebloede man voor met uitgesneden buik die ondersteboven aan een touw hangt.

## Openbare collecties
- Rijksmuseum Amsterdam, Amsterdam
- Stedelijk Museum Alkmaar, Alkmaar
- Museum Bredius, Den Haag
- John Selbach Museum, Maaseik
- Dordrechts Museum, Dordrecht